# Fox Kids (France)
Pour les articles homonymes, voir Fox Kids (homonymie).
Fox Kids est une chaîne de télévision française, diffusée à partir du 15 novembre 1997 jusqu'au 28 août 2004 où elle est officiellement renommée Jetix.

## Histoire
Fox Kids est, à l'origine, un bloc de programmations pour enfants dirigé par la société américaine Fox Family Worldwide. En raison de son succès aux États-Unis, avec plus de 90 millions de foyers desservis, plusieurs chaînes à l'effigie de ce bloc sont lancées à la fin des années 1990 sur le continent européen. Le programme s'exporte en France sous forme de chaîne télévisée grâce à une affiliation entre Saban Entertainment et le groupe Fox,. La chaîne est, dès lors, annoncée en octobre 1997, puis lancée pour la première fois le 15 novembre 1997 sur le bouquet Canal Satellite. Avant l'annonce, Haïm Saban, producteur américain et dirigeant de Saban Entertainment, explique en ces termes que « la chaîne sera adaptée aux goûts des enfants français et bénéficiera des productions américaines. »
La chaîne française s'inspire, dans sa présentation, d'un univers vidéoludique, et les séries sont initialement présentées par des mascottes, des gants de vaisselles multicolores, dont la principale se nomme Roger, et dont un marchandisage se développera autour de celle-ci. Les premiers programmes lancés par la chaîne, et édités par Saban, incluent des animes tels que La Patrouille des aigles, et Maya l'abeille ; des séries d'animations issues des studios de la Fox telles que Le Surfeur d'argent et X-Men, ou de certaines productions françaises telles que SOS Croco et Kangoo Juniors. Dès 1999, la chaîne lance de nouveaux animes, orientés pour les garçons comme Pokémon et Digimon (des séries à forte audience), et orientés pour les filles tels que Sailor Moon, Sakura, chasseuse de cartes, et Magical DoReMi,. En fin d'année, Fox Kids lance son premier site web intégralement en français.
À l'arrivée de l'année 2000, la chaîne mise sur de nouvelles séries d'animation japonaises axées action-aventure comme Sonic, Shaman King, Shinzo et Medabots. Elle organise, à cette même période, des jeux humoristiques tels que la Coupe Fox Kids et lance une chaîne interactive appelée Fox Kids Play,, afin de fidéliser son audience âgée entre 2 et 14 ans. Le 23 juillet 2001, Disney-ABC rachète le groupe Fox Family Worldwide pour 5,3 milliards de dollars et un changement de nom s'effectuera sur l'ensemble des chaînes Fox Kids européennes. En 2003, une campagne en faveur de l'éducation des filles (Coupe Fox Kids 2003) est organisée, où nombre de pays dont la France, y participent. 
En avril 2004, la chaîne accueille un bloc de programmation nommé Jetix, dont la promotion est effectuée à la même période sur les chaînes hertziennes TF1 et M6, intronisant des séries telles que Totally Spies et Shin-chan. Le 28 août 2004, la chaîne Jetix remplace définitivement Fox Kids, et offre une identité visuelle plus moderne, et un slogan : « La télé puissance X,. »
Fox Kids émettait de 6 h à 21 h, et partageait son temps d'antenne avec RFO Sat, laquelle émettait de 21 h à 2 h.

## Émissions

### Bloc de programmes
- Jetix (avril - août 2004)
- Télé Roger (de sa création jusqu'à sa disparition)

### Séries
- Achille Talon (2000-2004)
- Avengers (2001-2004)
- Les aventures de Carlos
- Baby Folies (2000-2001)
- Beetleborgs
- Chair de poule
- Les Chevaliers de Tir Na Nog
- Corentin
- Denis la Malice (1998)
- Diabolik, sur les traces de la panthère
- Digimon Tamers (2003-2004)
- Diplodo (2001)
- Doraemon (2003-2004)
- Dragon Flyz (2003)
- Les Entrechats (1998)
- Flint le détective (2001)
- Hamtaro
- Hello Kitty's Furry Tale Theater (1997)
- Hello Kitty's Paradise (2001)
- L'incroyable Hulk (2003)
- Inspecteur Gadget (1997)
- Iznogoud (1998)
- Jayce et les conquérants de la lumière (1998)
- Kangoo (2004)
- Kangoo Juniors (2002)
- Les Kikekoi (2000)
- Les Koalous (1998)
- MASK (1998)
- Magical DoReMi (2000-2004)
- La patrouille des aigles (1997)
- La petite boutique des horreurs (1999)
- Léa et Gaspard (2001-2003)
- Lutinette et Lutinou
- Pecola
- Power Rangers
  - Power Rangers : Mighty Morphin
  - Power Rangers : Zeo
  - Power Rangers : Turbo
  - Power Rangers : Dans l'espace
  - Power Rangers : L'Autre Galaxie (2000)
  - Power Rangers : Sauvetage éclair (2000-2001)
  - Power Rangers : La Force du temps (2002)
  - Power Rangers : Force animale (2003)
  - Power Rangers : Force Cyclone (2003-2004)
- Pokémon (1999-2004)
- Pole Position (1998)
- Princesse Sissi (1997)
- Les p'tits lardons (1997)
- Les Quintuplés (2003)
- Robert est dans la bouteille (1998)
- RoboBlatte, 2001
- Les Nouvelles Aventures de Spider-Man (2000)
- Sakura chasseuse de cartes (1999-2004)
- Sacré Andy ! (2002-2004)
- Sailor Moon (2000)
- Samouraï Pizza Cats (1997)
- Shaman King (2003-2004)
- Shin-chan (2002-2004)
- Shinzo (2001)
- Silver Surfer (1999)
- SOS Croco (2001)
- Sonic X (2003-2004)
- Le sourire du dragon (1998)
- Spider-Woman (2003)
- Le surfer d'argent (1999)
- Totally Spies (2004)
- Tortues Ninja : La Nouvelle Génération (1999)
- Trois petits fantômes (1997)
- VR Troopers (1999-2000)
- Wheel Squad (2002)
- X-Men (1999-2004)